# Resolución 1924 del Consejo de Seguridad de las Naciones Unidas
La resolución 1924 del Consejo de Seguridad de las Naciones Unidas, aprobada por unanimidad el 27 de mayo de 2010, recordando las anteriores resoluciones número 1911 (2010) y 1893 (2009) sobre Costa de Marfil, y la 1885 (2009) sobre Liberia; decidió prorrogar hasta el 30 de junio de 2010 el mandato de la Operación de las Naciones Unidas en Costa de Marfil (ONUCI). De igual modo, también fue prorrogado con la misma duración el mandato concedido a las tropas francesas desplegadas como respaldo a la ONUCI. Para el Consejo de Seguridad, la situación en Costa de Marfil seguía suponiendo una amenaza para la paz y la seguridad internacional, por lo que el mandato de la ONUCI debía ser examinado detalladamente más adelante de acuerdo con las recomendaciones realizadas por el Secretario General en su informe S/2010/245.
Conforme a la resolución 1933 del 30 de junio de 2010, el mandato de la ONUCI fue de nuevo prorrogado hasta el 31 de diciembre de ese mismo año.